# 伊塔洛·费雷拉
伊塔洛·费雷拉（葡萄牙語：Ítalo Ferreira，1994年5月6日—），巴西男子冲浪运动员，2019年世界冲浪运动会男子短板和男子团体金牌得主、2020年夏季奥林匹克运动会男子短板金牌得主。